# Gélose ADN-bleu de toluidine
 (novembre 2022).
Si vous disposez d'ouvrages ou d'articles de référence ou si vous connaissez des sites web de qualité traitant du thème abordé ici, merci de compléter l'article en donnant les références utiles à sa vérifiabilité et en les liant à la section « Notes et références ».
La gélose à ADN au bleu de toluidine est utilisée pour déterminer la présence d'une activité nucléase chez un micro-organisme.
En routine, on l'utilise pour identifier l'expression d'une DNAse thermorésistante (ou thermonucléase TNase) caractéristique de l'espèce Staphylococcus aureus.

## Usage
Recherche de la DNAse thermorésistante de Staphylococcus (Microbiologie alimentaire et médicale)

## Principe
- Dans un premier temps élimination des nucléases thermolabiles par chauffage (notamment de Staphylococcus epidermidis et Micrococcus sp.)
- Métachromasie du bleu de toluidine vers le rouge/rose du fait de l'action de la TNase sur l'ADN du milieu (en présence de Ca++)
- Le bleu de toluidine colore les nucléotides en rose.

## Composition
Composition basé sur Les Milieux de culture de N. Marchal, J.L. Bourdon et Cl. Richard 
```
- 
Tampon TRIS
 pH 9 (0,05 M) .................................1000mL
- 
ADN
 .......................................................0,3g
- Solution de 
bleu de toluidine
 (0,1 M)......................3mL
- Solution de 
chlorure de calcium
 (CaCl
2
) (0,01 M) ..........1mL
- 
chlorure de sodium
 (NaCl)..................................10g
- 
Agar-agar
..................................................10g
```

(pH final = 8.6)

## Préparation
Milieu prêt à l'emploi. Il est possible de la fabriquer à partir des constituants de base.

## Recherche de la DNAse thermostable ou Thermonucléase
La DNAse thermostable est une enzyme qui résiste à la chaleur (100 °C pendant 15 minutes) et qui dégrade l'ADN selon la réaction :
{\displaystyle ADN\longrightarrow Nucl{\acute {e}}tides\ ou\ polynulc{\acute {e}}otides.}

### Technique
Ensemencer un bouillon cœur-cervelle pendant 24 heures à 37 °C, ou 3 à 4 heures sous agitations , avec la souche à étudier.
En placer, une partie 15 min au bain-marie (100 °C) et conserver le reste.
Percer la gélose de 3 trous. Inoculer quelques gouttes :
- De bouillon stérile dans le premier puits. (contrôle négatif)
- De bouillon chauffé, et refroidi, dans le second puits.
- De bouillon non chauffé dans le troisième. (facultatif - contrôle positif)

Incuber 4 heures à 37 °C.
Remarques : bien noter le contenu de chaque puits au dos de la boîte de Petri. Limiter à quelques gouttes de bouillon sans faire déborder les puits. Incuber la gélose sans retourner la boîte.

### Lecture

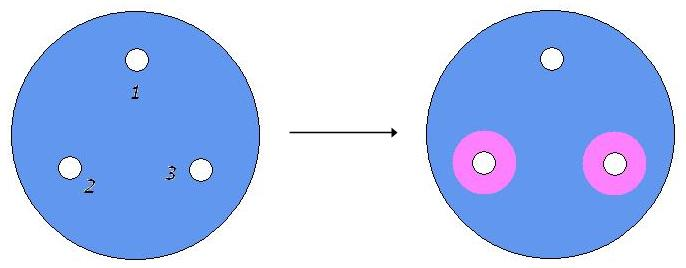
résultats du test avec Staphylococcus aureus possédant une thermonucléase.

L'observation d'un éventuel halo rose de métachromasie signe la présence d'une DNAse autour des trous percés sur le fond bleu de la gélose.
1. Puits témoin : contenant du bouillon cœur cervelle stérile
2. Puits contenant du milieu cœur cervelle avec la souche à étudier
3. Puits contenant du milieu cœur cervelle ensemencé puis chauffé a 100 °C pendant 10 minutes

- Si le puits 1 devient rose, le test est à recommencer.
- Si le puits 2 devient rose et que le puits 3 reste bleu, la souche possède une DNase non thermostable.
- Si les puits 2 et 3 sont roses, la souche possède une DNase thermostable (donc S. aureus si Coque Gram positif)

## Limites
- Présence de TNase chez S. hyicus, S. intermedius, S.lugdunensis et S. schleiferi

## Alternative simplifiée
Une autre méthode proposée par Diagnostics Pasteur peut également être utilisée. Voici en quoi elle consiste :
- Sur Baird-Paker, après 24 h de culture (habituellement 48 h)
- Observer les boîtes à la recherche de colonies suspectes (colonies noires avec halo clair)
- Placer ces boîtes à 60 °C durant 2 heures et laisser refroidir
- Recouvrir le milieu Baird-Paker de milieu ADN-Toluidine en surfusion (~45 °C) et laisser prendre en masse.
- Incuber à 37 °C durant 3 à 4 heures
- Observer le résultat

Les zones de halos roses sont, ici également, caractéristiques d'une thermonucléase présente chez les bactéries des colonies suspectes.